# Tumulus van Havelange
De Tumulus van Havelange is een Gallo-Romeinse grafheuvel bij Havelange in de Belgische provincie Namen of in de gemeente Clavier in de provincie Luik. De heuvel ligt nabij de grens van de provincies Namen en Luik. De tumulus ligt nabij de straat Hoyoux, het verlengde van de Chemin de la Pyramide. Ten noordwesten van de tumulus ligt het Bois des Tombes.
Aan dezelfde straat ligt de Pyramide van Verlée.